# Монтекаволо (Ређо Емилија)
Монтекаволо (итал. Montecavolo) је насеље у Италији у округу Ређо Емилија, региону Емилија-Ромања.
Према процени из 2011. у насељу је живело 4051 становника. Насеље се налази на надморској висини од 143 м.